# Otto Bergund

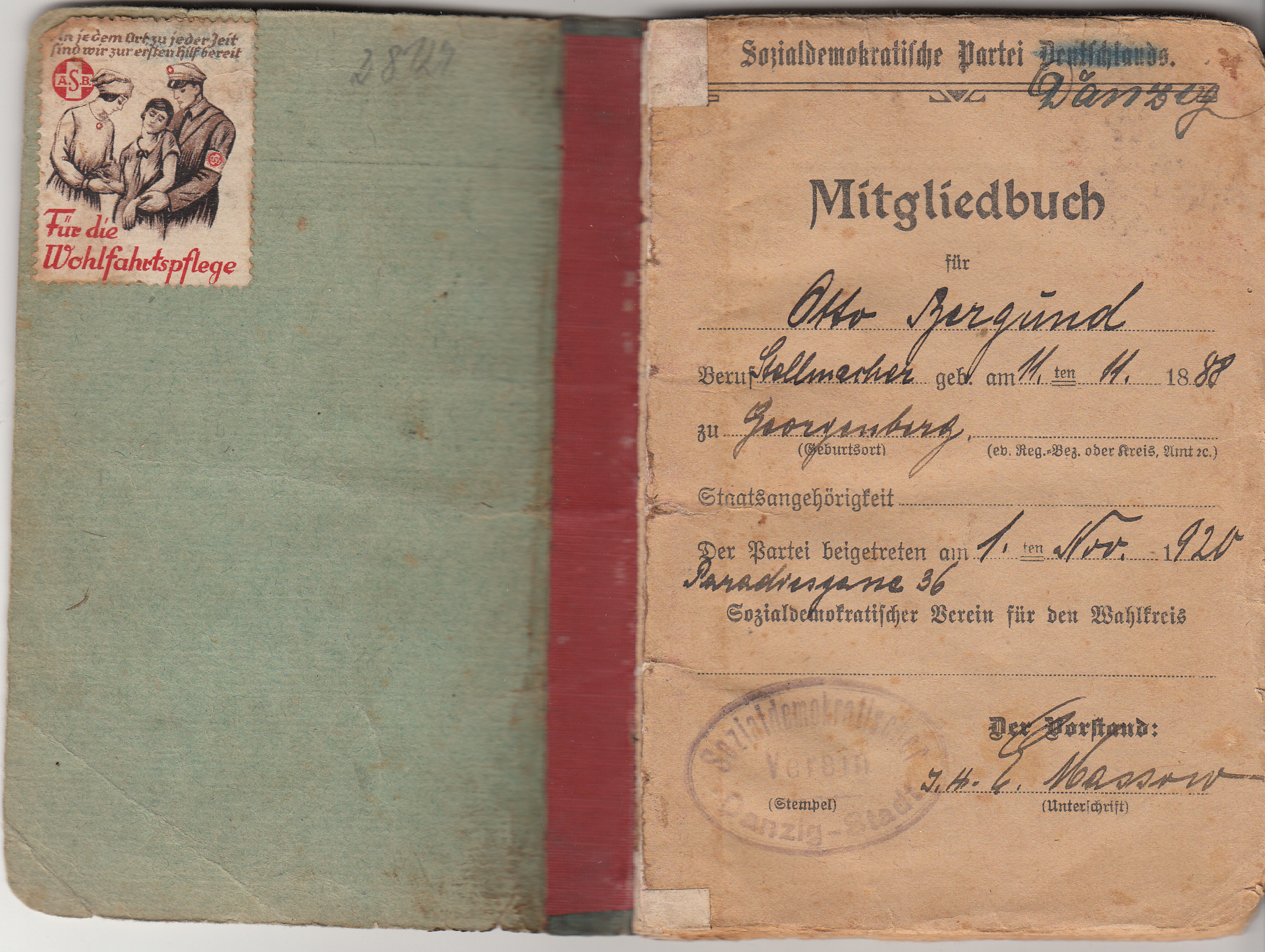
SPD-Mitgliedsbuch von Otto Bergund

Otto Bergund (* 11. November 1888 in Georgenburg; † 1. September 1981 in Plau am See) war ein deutscher Politiker (Sozialdemokratische Partei der Freien Stadt Danzig).
Otto Bergund besuchte die Volksschule und arbeitete seit 1911 als Stellmacher in Danzig. 1927 bis 1930 war er gewählter Abgeordneter für die SPD im Volkstag, dem Landtag der Freien Stadt Danzig. Am Ende des Zweiten Weltkrieges musste er aus Danzig flüchten und lebte dann in Mecklenburg.